# موش مانداب تانزانیایی
موش مانداب تانزانیایی (نام علمی: Otomys lacustris) نام یک گونه از سرده موش‌های مانداب است.